# Pteromalus aeson
Pteromalus aeson är en stekelart som beskrevs av Walker 1848. Pteromalus aeson ingår i släktet Pteromalus och familjen puppglanssteklar. Inga underarter finns listade i Catalogue of Life.